# Ritratto di Maria di Cosimo de' Medici
Il ritratto di Maria di Cosimo de' Medici  è un olio su tavola di Agnolo Bronzino. La granduchessina ritratta ha una età di sette-otto anni.

## Storia e descrizione
Maria Lucrezia de' Medici era la primogenita del granduca di Toscana Cosimo I de' Medici e della sua prima moglie Eleonora di Toledo.
Questo suo ritratto, presentato dentro una cornice, forse ottocentesca, di legno intagliato e dorato a foglia d'oro zecchino, è stato così menzionato da Giorgio Vasari, tra i ritratti dei figli di Cosimo I de' Medici eseguiti dal Bronzino: La signora donna Maria grandissima fanciulla, bellissima veramente. Insieme ad altri ritratti dei figli del granduca Cosimo I si trovava nella Guardaroba: fu infatti inventariato nel 1553, con queste parole: 3 quadretti pittovi la Signora Dogna Maria, il Signor Don Francesco et il Signor Don Gartia. Secondo l'Emiliani, si tratta dei tre ritratti di contenute dimensioni che Bronzino fece a Pisa e che Luca Martini spedì il 31 luglio di quello stesso anno a Firenze. Il ritratto della piccola granduchessa Maria è stato identificato nel 1944 dalla Becherucci.
La piccola Maria indossa un prezioso abito di velluto nero, ricamato a fili d'oro. Una candida pettorina di organza di seta bianca, lievemente increspata, si apre delicatamente per lasciar nudo il collo, ornato da una collana con duplice giro di perle. La bambina porta sui capelli neri, lisci e spartiti nel mezzo da una riga, una coroncina d'oro e di perle e orecchini con perle. Ha lo sguardo pensoso e un po' triste, si appoggia al petto le dita di una mano, accarezzata da una luce intensa.

## Esposizioni
- Mostra del Cinquecento toscano, Firenze, 1940.
- Bronzino: pittore e poeta alla corte dei Medici, Firenze, 2010.